# The K Club

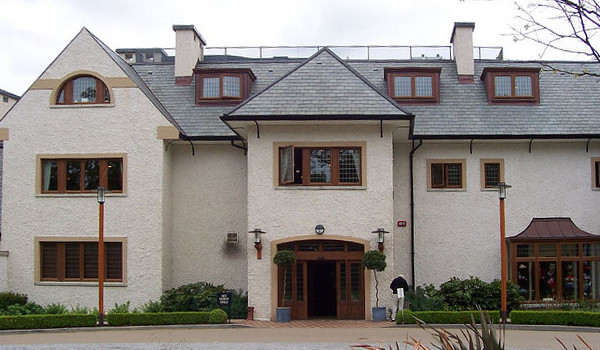

The Kildare Hotel and Golf Club (The K Club) ist eine Golf- und Freizeitanlage in Straffan, County Kildare, Irland und wurde auf den Gründen des ehemaligen Gutes Straffan House errichtet.
Der K Club ist eines von vier 5-Red-Star-Hotels in Irland (Einstufung von The Automobile Association). Außerdem beherbergt er zwei hervorragende, von Arnold Palmer entworfene, Golfplätze:
- den „Palmer Course“, der auch North Course oder Old Course bezeichnet wird, und
- den „Smurfit Course“, auch South Course oder New Course genannt.

Auf dem Palmer Course wurden von 1995 bis 2007 die Smurfit European Open – ein Spitzenturnier der European Tour – ausgetragen (ausgenommen 2004, als das Event am Smurfit Course stattfand).
Vom 22. bis 24. September 2006 wurde am Palmer Course der Ryder Cup – erstmals in Irland – veranstaltet.